# SAME Deutz-Fahr
SAME Deutz-Fahr - SDF  (SAME je akronim za Società accomandita motori endotermici) je italijanski proizvajalec traktorjev, kombajnov in drugih kmetijskih strojev. ". SDF proizvaja traktorje pod blagovnimi znamkami SAME, Lamborghini, Hürlimann, Deutz-Fahr in Đuro Đaković. SDF proizvaja tudi traktorje za AGCO.
Podjetje SAME sta ustanovila Eugenio in Francesco Cassani leta 1942 v Trevigliu (Bergamo), Italija.